# عبد الجبار محسن
عبد الجبار بن محسن بن سلمان اللامي (1931 - 23 كانون الأول 2012) هو صحفي وأديب عراقي، وكان مدير التوجيه السياسي للجيش العراقي أثناء القادسية الثانية في الثمانينيات، ومستشاراً صحفياً للرئيس صدام حسين، وكان يحمل رتبة لواء فخرية في الجيش العراقي، ومن أشهر أقواله تَسْمِيَتُهُ صدام حسين القائدَ الضرورة، ذُكر اسمُه ضمن قائمة ثانية لخمسة وثلاثين مطلوباً للجيش الأمريكي، ذهب إلى الأردن بعد الاحتلال الأمريكي وأقام فيها حتى توفيَ عام 2012م، وأذيعت له مراجعات ونقد لشخصية صدام وحكومته.

## النشأة
نشأ في خَلْف السدة في تل محمد قرب بغداد الجديدة، ودرس هناك المرحلة الابتدائية في مدرسة الفلاح، ودرس الإعدادية في القسم العلمي من الإعدادية المركزية، كان ذكياً وحافظاً لأبيات شعر فصيحة وعامية، وألّف شيئاً من ذلك، كما حفظ آيات كثيرة من القرآن، وأقوالاً لميشيل عفلق وعلي الوردي وشكسبير وآخرين، تخرّج في كلية الآداب قسم الاجتماع.

## الأسرة
تزوج عبد الجبار محسن من الأديبة والمترجمة أمل بنت علي الشرقي العمارتلي، التي تخرجت أيضاً من كلية الآداب، وكان أبوها شيخاً وثريّاً ووزيراً، وكان أبو عبد الجبار يعمل بستانياً عنده، فتزوجها عبد الجبار وله منها ابن اسمه مصعب.

## المهنة
كتب عبد الجبار في جريدة الثورة، ومجلة ألف البغدادية، وكان أسلوبه سلساً، ومواضيعه اجتماعية وتاريخية.، نُشرت باسمه مقالات كثيرة في جريدة الثورة تصف أحداث الانتفاضة الشعبانية التي كانت الحكومة العراقية تُسمّيها «صفحة الغدر والخيانة»، ثم أعلن أنّه لم يكن كاتبها الحقيقي، بل كان صدام هو الذي يُمليها وتُنشر باسم عبد الجبار محسن، لكنّ اللغة المستعملة في تلك المقالات تحتوي على ألفاظ جنوبية بعيدة جغرافياً عن لهجة صدام حسين. ذكرَ عبد الجبار أنه هو أول من سمّى صدام حسين القائد الضرورة ثم ندم على ذلك، وقال بعد احتلال العراق «أُعلِنُ نبأَ موت حزب البعث ونستطيع أن نقرأ عليه الفاتحة».